# OO Весов
OO Весов (лат. OO Librae) — одиночная переменная звезда в созвездии Весов на расстоянии (вычисленном из значения параллакса) приблизительно 53120 световых лет (около 16287 парсеков) от Солнца. Видимая звёздная величина звезды — от +16,9m до +16,3m.

## Характеристики
OO Весов — пульсирующая переменная звезда типа RR Лиры (RRC).